# L'Histoire de Ferdinand
The Story of Ferdinand
L'Histoire de Ferdinand (The Story of Ferdinand) est un album illustré pour enfants américain paru en 1936. C'est l'œuvre la plus connue de l'auteur américain Munro Leaf. Illustré par Robert Lawson (en), il raconte l'histoire d'un taureau qui préfère rêvasser et s’enivrer avec le parfum des fleurs que de se battre dans des corridas.
L'Histoire de Ferdinand est publié pour la première fois en 1936 par Viking Books. Après la guerre civile espagnole, il est considéré comme une allégorie politique et censuré dans plusieurs pays. Le livre est adapté en deux films : le court métrage d'animation Ferdinand le taureau, sorti en 1938, et le long métrage d'animation Ferdinand, sorti en 2017.

## Résumé
Le jeune Ferdinand n'aime pas se battre, tête contre tête, contre d'autres jeunes veaux, préférant plutôt s'asseoir sous un chêne, au calme, pour s’enivrer avec le parfum des fleurs. Sa mère craint qu'il ne se sente seul et essaie de le persuader de jouer avec les autres taurillons, mais quand elle voit que Ferdinand est content comme il est, elle le laisse tranquille.
Ferdinand devient le plus gros taureau du troupeau et il passe souvent du temps seul. Tous les autres rêvent d'être choisis pour participer aux corridas de Madrid, mais Ferdinand préfère toujours observer les fleurs. Un jour, cinq hommes viennent au pâturage pour choisir un animal. Ferdinand est de nouveau seul devant ses fleurs, lorsqu'il s'assoit accidentellement sur un bourdon. Après s'être fait piquer et devenu fou de douleur, il galope à travers le champ, en mugissant et piétinant tout sur son passage. Confondant Ferdinand avec un taureau très agressif, les hommes le rebaptisent « Ferdinand le Féroce » et l'emmènent à Madrid.

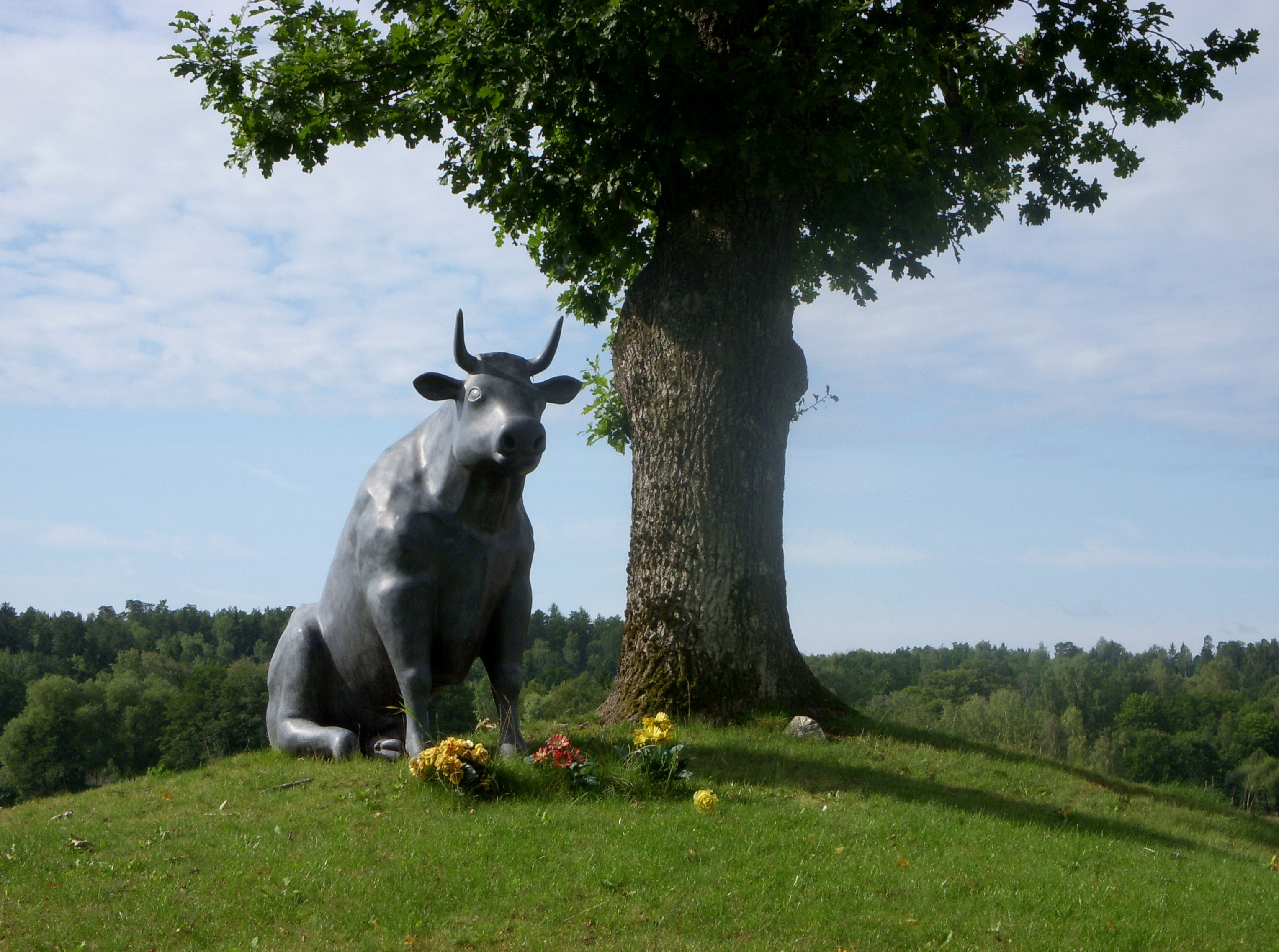
Statue de Ferdinand en Suède.

Tout Madrid vient pour voir le beau matador combattre « Ferdinand le Féroce ». Lorsque Ferdinand entre dans l'arène, il est confronté au matador, aux banderilleros et aux picadors qui paniquent en le voyant. Cependant, Ferdinand est fasciné par les fleurs que les dames jettent dans l'arène et s'assoit au milieu de celle-ci pour en profiter, bouleversant et décevant tout le monde et faisant piquer des crises de colère au matador et aux autres combattants. Ferdinand est finalement ramené à son pâturage, où il est toujours assis sous son chêne, sentant joyeusement les fleurs.

## Publication
La première édition du livre par Viking Press en 1936 se vend à 14 000 exemplaires à 1 $ chacun. L'année suivante, les ventes augmentent à 68 000 et en 1938, le livre se vendait à 3 000 unités par semaine. Cette année-là, il dépasse les ventes d'Autant en emporte le vent pour devenir le best-seller numéro un aux États-Unis.
En 2019, le livre est toujours édité. Il est traduit dans plus de soixante langues. En 1962, une traduction latine, Ferdinandus Taurus, est publiée par David McKay Publications à New York et par Hamish Hamilton (en) à Londres.
Une copie de la première édition est vendue aux enchères pour 16 500 $ en 2014.
Une première version francophone sort aux éditions Hachette en 1939. Mais c'est la version du court métrage d'animation avec les dessins de Disney.
Il faut attendre 1978 pour que Ferdinand sorte aux éditions l'École des loisirs (collection Renard poche) avec les illustrations de Robert Lawson. En 2017, les éditions Michel Lafon édite la version originale : L'histoire de Ferdinand  (ISBN 978-2749933191).

## Accueil et critiques
En 1938, le magazine Life qualifie Ferdinand de « plus grand classique de la jeunesse depuis Winnie l'ourson » et suggérait que « trois adultes sur quatre achètent le livre en grande partie pour leur propre plaisir et amusement ». L'article note également que Ferdinand est accusé d'être un symbole politique, notant que « les lecteurs trop subtils voient tout en Ferdinand, d'un fasciste à un pacifiste en passant par un gréviste burlesque ». D'autres ont qualifié le travail « de promotion du fascisme, de l'anarchisme et du communisme ». Le Cleveland Plain Dealer « accuse le livre de corrompre la jeunesse américaine » tandis que le New York Times minimise les allégories politiques possibles, insistant sur le fait que le livre vise à être fidèle à soi-même.
Le livre est sorti moins de deux mois après le déclenchement de la guerre civile espagnole et est considéré par de nombreux partisans de Francisco Franco comme un livre pacifiste. Il est interdit dans de nombreux pays, y compris en Espagne (où il est resté interdit jusqu'à la mort de Franco). Dans l'Allemagne nazie, Adolf Hitler ordonne que le livre soit brûlé (en tant que « propagande démocratique dégénérée »),,,,, alors que c'est le seul livre américain pour enfants disponible à la vente à l'époque de la guerre froide en Pologne. Il reçoit des éloges particulières de Thomas Mann, H.G. Wells, Gandhi, Franklin et Eleanor Roosevelt. Après la défaite de l'Allemagne en 1945 lors de la Seconde Guerre mondiale, 30 000 exemplaires sont rapidement édités et distribués gratuitement aux enfants du pays.
Aux États-Unis, le livre est si populaire auprès du public dans les années 1930 qu'il est utilisé dans divers produits commerciaux, des jouets aux céréales pour petit-déjeuner. Disney en fait un court métrage d'animation en 1938, qui devient un classique et sert de base à d'autres livres : Ferdinand the Bull, based on 'The Story of Ferdinand' by Munro Leaf and Robert Lawson (Whitman Publishing Co., 1938), Walt Disney's Ferdinand and the Robbers (Random House, 1983) de Vincent H. Jefferds et Walt Disney's Ferdinand and the Bullies (Bantam Books, 1986, (ISBN 978-0553055900)).
En 1951, le magazine Holiday publie une histoire pour enfants d'Ernest Hemingway intitulée Le Taureau fidèle (The Faithful Bull). Cette histoire est interprétée comme une « réfutation » au livre de Leaf.
Selon un chercheur, le livre traverse les frontières entre les genres en ce qu'il offre un personnage auquel les garçons et les filles peuvent s'identifier. Plus récemment, le New York Times place l'histoire dans le contexte de la discrimination et de l'exclusion sociale. Il caractérise l'histoire comme « une icône pour le marginal et la victime de harcèlement ».

## Contexte

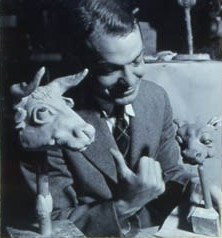
Munro Leaf en 1937.

Leaf aurait écrit l'histoire sur un coup de tête dans un après-midi de 1935, en grande partie pour fournir à son ami, l'illustrateur Robert Lawson (en) (alors relativement inconnu) un support dans lequel mettre en valeur ses talents.
Le paysage dans lequel Lawson place le Ferdinand fictif est plus ou moins réel. Il a fidèlement reproduit la vue de la ville de Ronda en Andalousie lorsque Ferdinand est amené à Madrid sur une charrette : on y voit le Puente Nuevo (Pont Neuf) enjambant les gorges du Guadalevín. Le film Disney a ajouté des vues assez précises de Ronda, du Puente Romano (Pont romain) et du Puente Viejo (Pont Vieux) au début de l'histoire, où les images de Lawson étaient plus libres. Ronda abrite la plus ancienne arène de tauromachie d'Espagne encore utilisée ; cela pourrait être une raison pour le choix de Lawson comme arrière-plan de l'histoire. Bien que la plupart des illustrations soient réalistes, Lawson a ajouté des touches de fantaisie ; par exemple, des grappes de bouchons de liège, comme arrachés à une bouteille, poussant sur le chêne-liège comme un fruit,.
Selon un documentaire suédois (le film de Disney est projeté chaque année en Suède, la veille de Noël), le récit est basé sur une histoire vraie. Un taureau pacifique nommé Civilón a été élevé dans une ferme à l'extérieur de Salamanque au début des années 1930, et la presse espagnole aurait fait campagne pour qu'il n'ait pas à subir le sort des taureaux de tauromachie dans l'arène. Il est gracié au milieu du combat, mais lorsque la guerre civile espagnole éclate quelques jours plus tard, il n'a pas survécu pour voir sa maison,.

## Adaptations audio
En 1951, Capitol Records sort Ferdinand the Bull de Walt Disney (CAS 3095), adapté du livre d'Alan Livingston avec une musique de Billy May et raconté par Don Wilson, sous la forme d'un disque de 10 pouces 78 RPM. Cet enregistrement a ensuite été publié par Capitol au format LP en 1961 dans le cadre de The Sorcerer's Apprentice from Walt Disney's Fantasia (J-3253) ; le disque est réédité en 1972 par Wonderland Records (L-8110).
L'histoire ressort sous forme d'enregistrement audio en 1967 par Scholastic Records (CC 0606). L'histoire est racontée par l'ancien champion de boxe professionnel Juan Nazario avec une musique composée, arrangée et dirigée par Arthur Rubenstein.
Gwen Verdon raconte l'histoire pour un enregistrement Caedmon Records de 1971, The Story Of Ferdinand And Other Stories (TC 1341).
En 1973, Columbia Records sort un enregistrement, The Story Of Ferdinand / Andy and the Lion (CR 21519) raconté par Owen Jordan.

## Adaptations cinématographiques
L'histoire est adaptée par Walt Disney en court métrage d'animation intitulé Ferdinand le taureau en 1938, dans un style similaire à sa série Silly Symphonies. Ferdinand le taureau remporte l'Oscar du meilleur court métrage (animation) en 1938.
Un remake sous forme de long métrage en 3D animé par ordinateur, intitulé Ferdinand, est sorti en 2017. Il est réalisé par Carlos Saldanha et produit par la 20th Century Fox Animation et Blue Sky Studios,. Ferdinand est nommé pour le meilleur film d'animation (perdant finalement face à Coco) lors de la 90e cérémonie des Oscars.